# Les Rita Mitsouko
Les Rita Mitsouko («Рита Мицуко») — французская поп-рок и инди-поп-группа, сформированная гитаристом Фредом Шишаном (фр. Fred Chichin) и певицей Катрин Рингер (фр. Catherine Ringer). Дуэт под именем Rita Mitsouko впервые выступил в клубе Gibus, в Париже в 1980. Они стали одними из наиболее успешных музыкантов 1980-х годов во Франции и одной из самых нетрадиционных французских музыкальных групп.
Группа создают свой собственный эклектичный стиль, вобравший в себя элементы джаза, рока, латинской, египетской и индийской музыки. На их творчество повлияли такие исполнители как Roxy Music, David Bowie, Iggy Pop и Sparks. Название «Rita Mitsouko» означает следующее: «Rita» — это латинская чувственность, «Mitsouko» — в переводе с японского — «тайна, мистерия».

## История

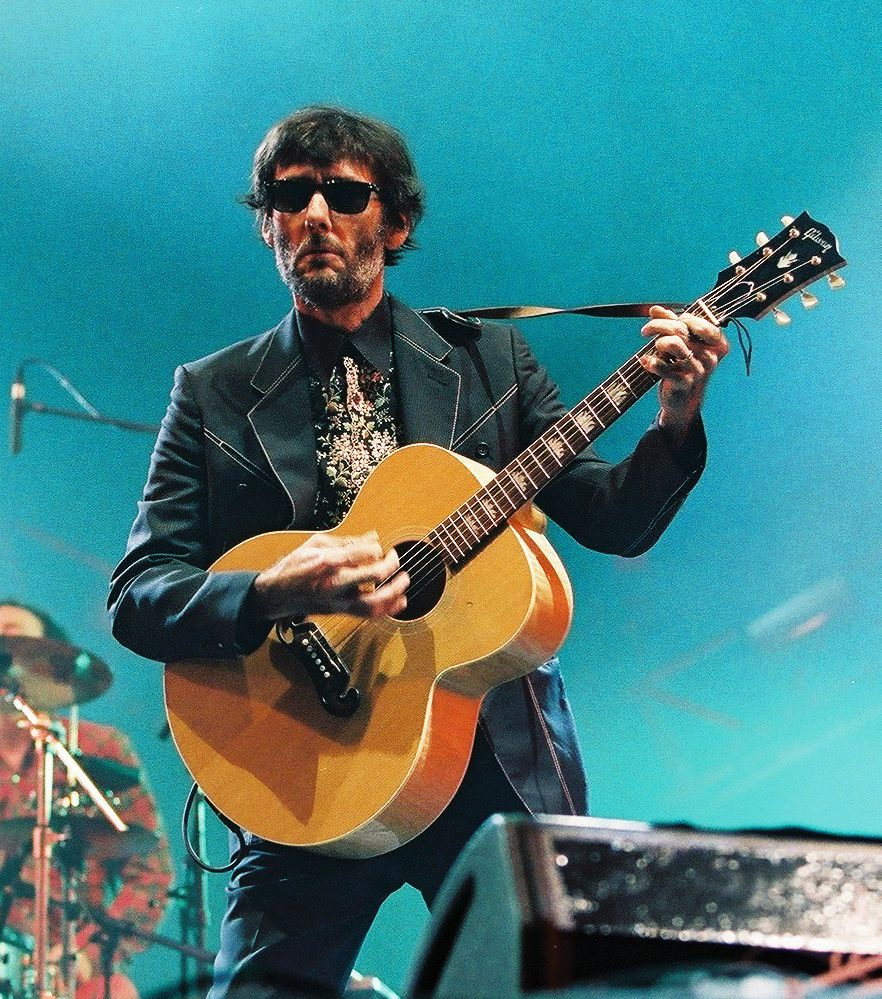
Фред Шишин

Судьбы Катрин Ранже и Фреда Шишана пересеклись весной 1979 года. Фред тогда был гитаристом в постановке пьесы «Flash rouge», в которой была занята Катрин.
Катрин играла на органе, а Фред — на гитаре, и все это на фоне записанных ритм-треков. Катрин и Фред стали подумывать о том, чтобы создать группу вместе с Жаном Неплин и выступить в Gibus.
Союз Ринже-Неплин-Шишин в качестве поэтов-песенников никогда полностью не распадался. Начало творческому союзу было положено с помощью песни «Resurected Humans», появившейся на дебютном альбоме Жана Неплина «Happening». Потом в каждом альбоме Les Rita Mitsouko были песни, написанные с участием Неплина: «Le futur No 4», «Tonite», «Perfect eyes», «La belle vie», «Dis-moi des mots».
В начале 1984 года группа приступает к записи первого альбома, который был выпущен в апреле и получил хорошие отзывы. Первоначально предполагалось, что первым синглом с альбома будет «Marcia Baila». Но в последний момент все изменилось. Первым стал «Restez avec moi». Для раскрутки сингла Фреду и Катрин пришлось много выступать в различных телевизионных программах. Радиостанции взяли в ротацию песню «La Jalousie».

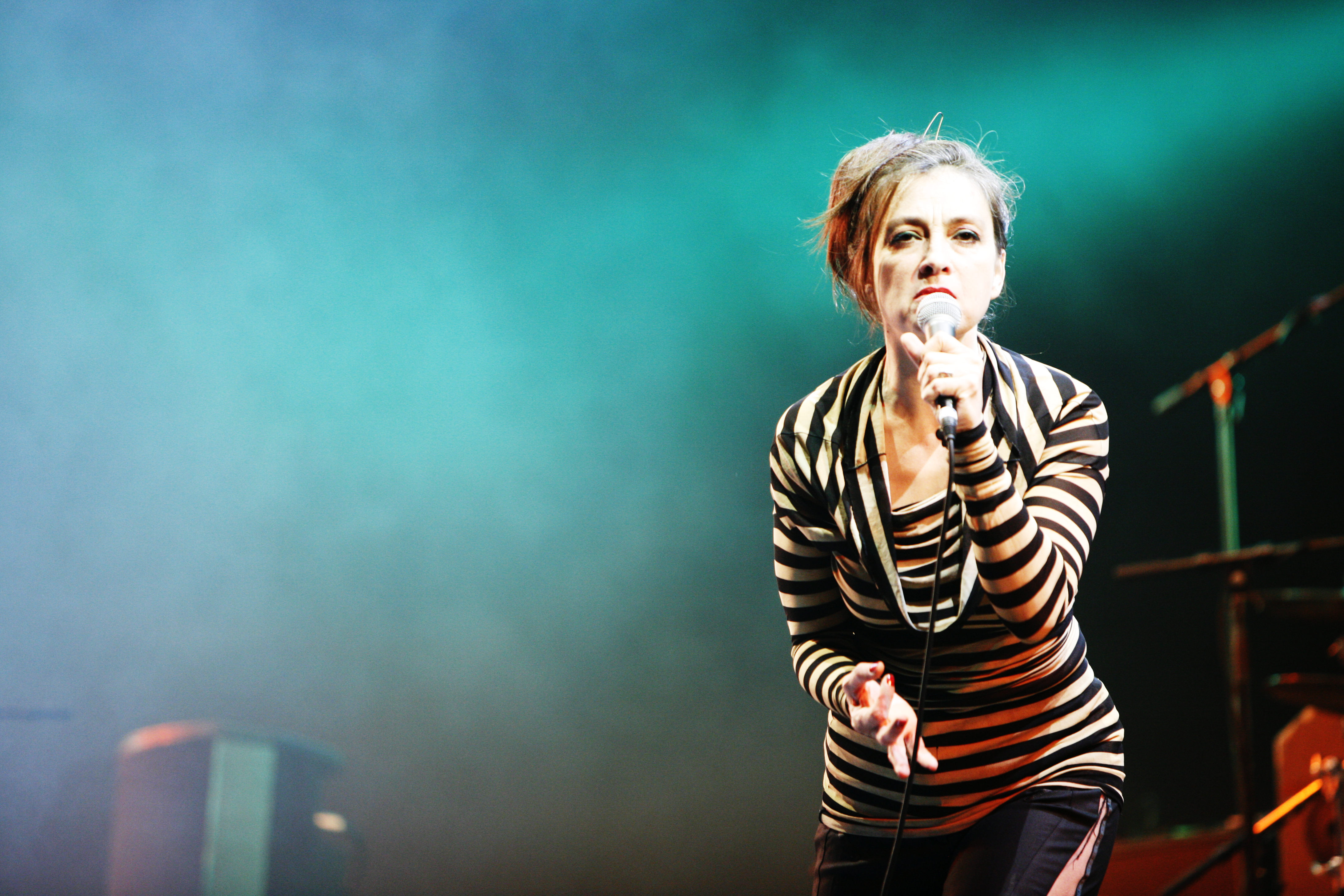
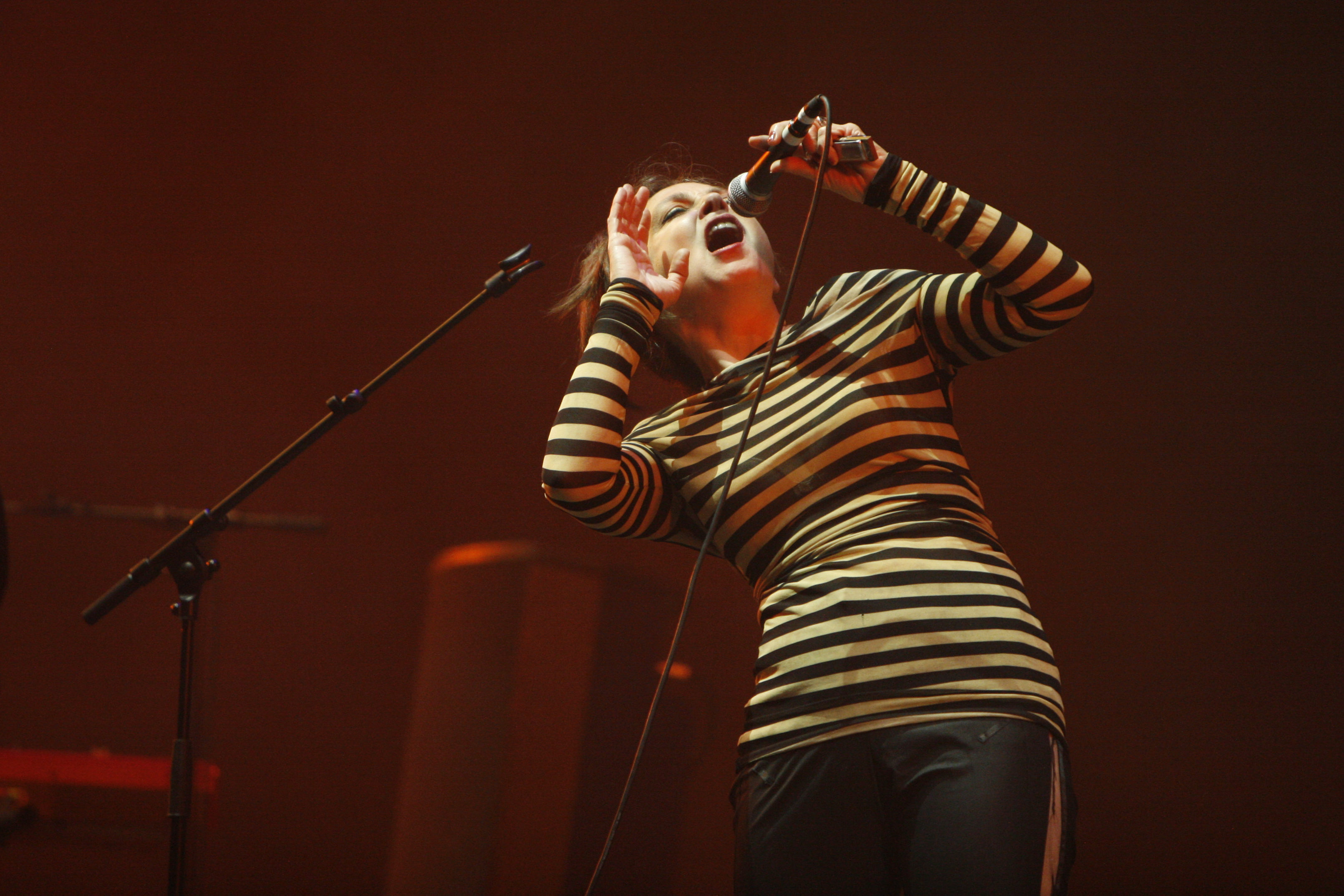
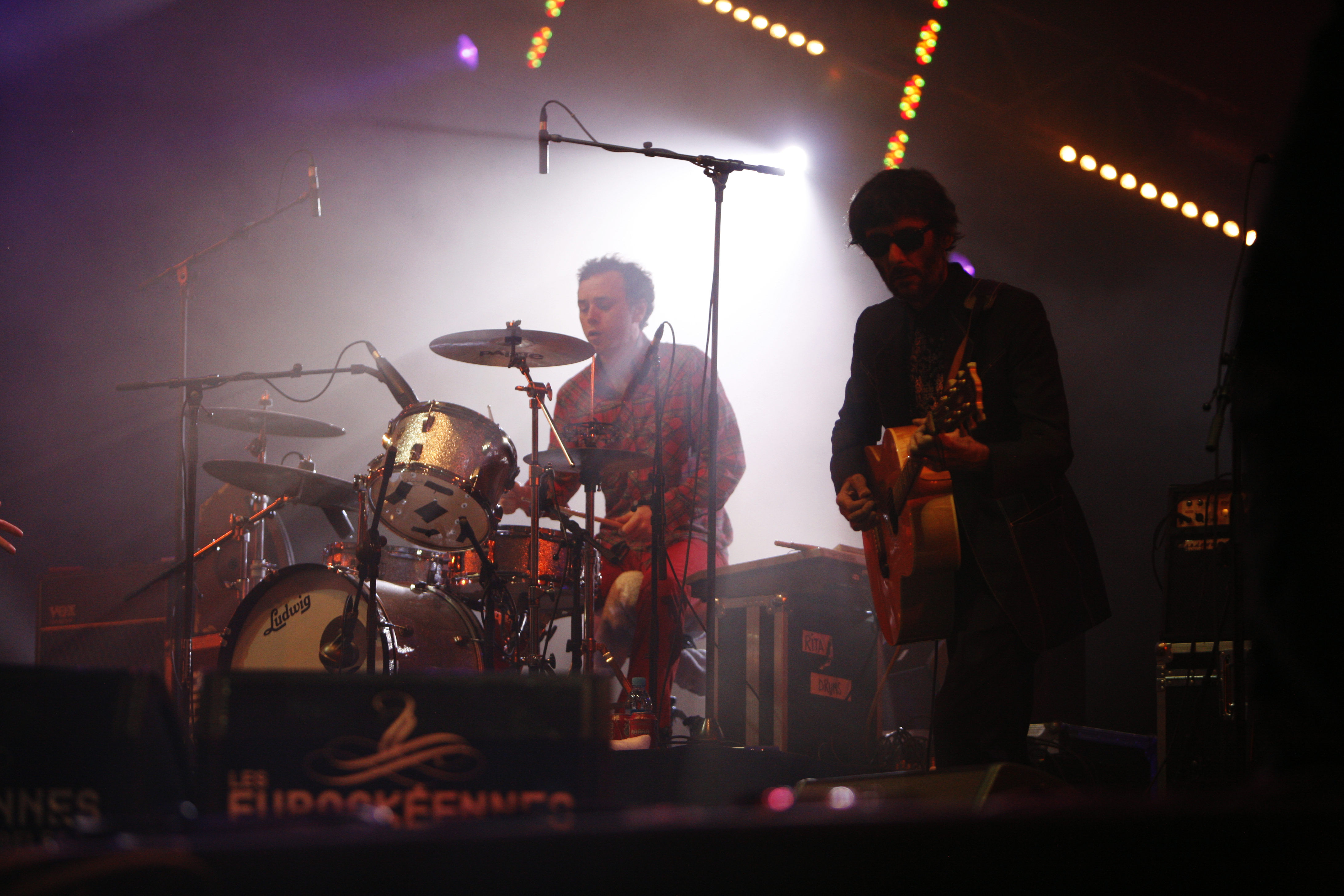
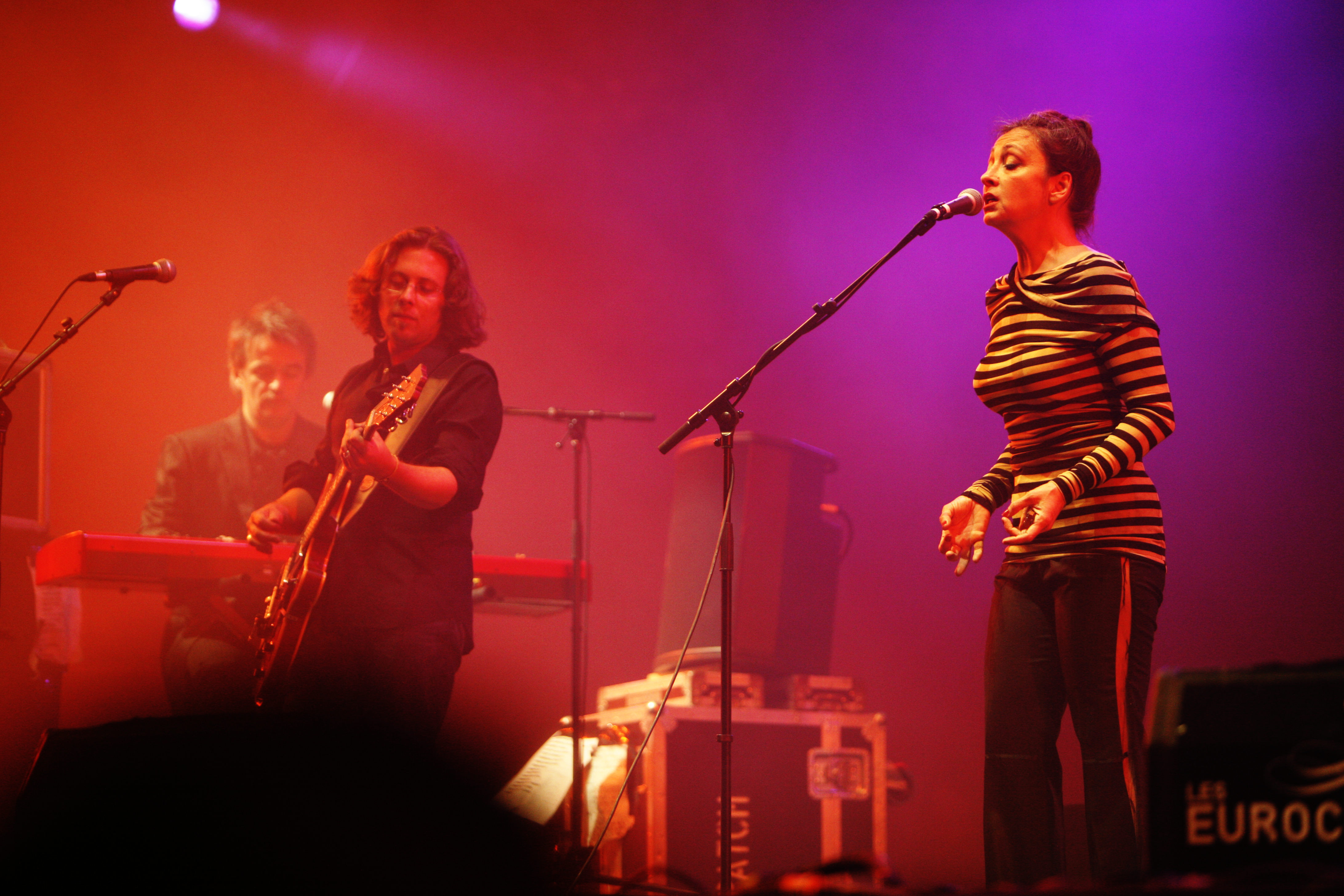

В 1985 году был выпущен второй сингл с альбома «Rita Mitsouko» — «Marcia Baila». Видеоклип на эту песню (режиссёр — Филипп Готье) принес большую популярность дуэту как во Франции, так и за её пределами. Его регулярно показывают в Музее современного искусства в Нью-Йорке.
30 июля «Marcia Baila» поднимается до 2 позиции в top 50. После многочисленных выступлений на телевидении группа отправляется в клубный тур по Франции. Песня «All tomorrow’s parties» была записана на Studio Garage для трибьютного альбома Velvet Underground «Les Enfants Du Velvet». В конце 1985 года группа выступает в США.
В 1988 году была приглашена на выступление в финал передачи «Что? Где? Когда?».
Фред Шишан умер от рака 28 ноября 2007 года в возрасте 53 лет.

## Дискография

### Альбомы
| Название                                                                                    | Дата выхода      | Французский чарт |
| ------------------------------------------------------------------------------------------- | ---------------- | ---------------- |
| Rita Mitsouko                                                                               | 1984             | 37               |
| The No Comprendo                                                                            | 20 сентября 1986 | 9                |
| Marc and Robert                                                                             | 7 ноября 1988    | 35               |
| Re (Remix album — включая ремиксы Фреда Шишина, Tony Visconti, William Orbit)               | 10 октября 1990  | 2                |
| Système D                                                                                   | 16 ноября 1993   | 7                |
| Acoustiques (Live, из телевизионного концерта на M6)                                        | 27 октября 1996  | 18               |
| Cool Frénésie                                                                               | 7 марта 2000     | 3                |
| Le Bestov (Compilation)                                                                     | 5 ноября 2001    | -                |
| La Femme Trombone                                                                           | 1 сентября 2002  | 5                |
| En Concert (Концертный альбом под названием 'Les Rita Mitsouko avec L’Orchestre Lamoureux') | Март 2004        | 64               |
| Variéty                                                                                     | 16 апреля 2007   | 3                |
| Variety (английская версия)                                                                 | 2 июля 2007      | 163              |

### Синглы
| Название                                     | Год  | Альбом            | Французский чарт | U.S. Club Play |
| -------------------------------------------- | ---- | ----------------- | ---------------- | -------------- |
| «Minuit dansant» / «Don’t Forget the Nite»   | 1982 | Rita Mitsouko     | -                | -              |
| «Restez avec moi»                            | 1984 | Rita Mitsouko     | -                | -              |
| «Marcia Baïla»                               | 1985 | Rita Mitsouko     | 2                | -              |
| «Andy» / «Un soir, un chien»                 | 1986 | The No Comprendo  | 19               | 11             |
| «C’est comme ça»                             | 1986 | The No Comprendo  | 10               | -              |
| «Les histoires d’A»                          | 1987 | The No Comprendo  | -                | -              |
| «Mandolino City»                             | 1988 | Marc et Robert    | -                | -              |
| «Singing in the Shower» (совместно с Sparks) | 1989 | Marc et Robert    | 37               | 24             |
| «Le petit train»                             | 1989 | Marc et Robert    | -                | -              |
| «Tongue Dance»                               | 1990 | Marc et Robert    | -                | -              |
| «Hip Kit»                                    | 1990 | Re                | -                | -              |
| «Don’t Forget the Nite»                      | 1991 | Re                | -                | -              |
| «Y’a d’la haine!»                            | 1993 | Système D         | 33               | -              |
| «Les amants»                                 | 1994 | Système D         | -                | -              |
| «Femme d’affaires»                           | 1994 | Système D         | -                | -              |
| «Riche» (с Doc Gynéco)                       | 1996 | Acoustiques       | -                | -              |
| «Cool Frénésie»                              | 2000 | Cool Frénésie     | 98               | -              |
| «Alors C’est Quoi»                           | 2000 | Cool Frénésie     | -                | -              |
| «Femme de Moyen-Age»                         | 2000 | Cool Frénésie     | -                | -              |
| «Triton»                                     | 2002 | La Femme Trombone | -                | -              |
| «Sasha»                                      | 2002 | La Femme Trombone | -                | -              |
| «Tu Me Manques»                              | 2003 | En Concert        | -                | -              |
| «Communiqueur d’Amour»                       | 2007 | Variéty           | -                | -              |
| «Ding Dang Dong»                             | 2007 | Variéty           | -                | -              |
| «Même Si»                                    | 2007 | Variéty           | -                | -              |
| «L’Ami Ennemi»                               | 2007 | Variéty           | -                | -              |
| «The Eye» (6 треков E.P.)                    | 2007 | -                 | -                | -              |